# Marian Lupu
Marian Lupu (Bălţi, el 20 de junio de 1966) es un político moldavo, actual presidente del parlamento y presidente interino de la república desde 2010 a 2012.  
| Predecesor: Mihai Ghimpu | Presidente de Moldavia 2010 - 2012 | Sucesor: Nicolae Timofti |

- Datos: Q312340
- Multimedia: Marian Lupu / Q312340